# Ladislava Pořízková
Ladislava Pořízková (* 10. října 1974 Praha) je česká handicapovaná reprezentantka v tenisu. Od roku 2012 je nejlepší českou hráčkou v rámci žebříčku Mezinárodní tenisové federace. V září 2016 byla celosvětově v kategorii singlů na 49. místě.
Studovala střední zdravotnickou školu v Praze 10, závodně hrála házenou za TJ Astra Zahradní Město. Po maturitě se u ní projevila roztroušená skleróza, což je chronické autoimunitní onemocnění, při kterém lidský imunitní systém napadá vlastní centrální nervovou soustavu – mozek a míchu. Roztroušená skleróza má podstatný negativní vliv na tělesné, mentální i psychické funkce a nelze jí vyléčit. Na světě má tuto diagnózu asi 2,5 milionu lidí, v České republice je to přibližně 15 000 osob.
Ladislava Pořízková pracuje jako dobrovolník v o. s. Seppia v Praze 10. Sdružení se zaměřuje na zdravotně handicapované, matky na mateřské, důchodce nebo osoby, které pečují o osobu blízkou. V roce 2012 dostala za svou práci ocenění Dobrovolník roku.